# Saint-Martin-des-Combes
Saint-Martin-des-Combes är en kommun i departementet Dordogne i regionen Nouvelle-Aquitaine i sydvästra Frankrike. Kommunen ligger i kantonen Villamblard som tillhör arrondissementet Bergerac. År 2022 hade Saint-Martin-des-Combes 203 invånare.

## Befolkningsutveckling
Antalet invånare i kommunen Saint-Martin-des-Combes
Referens:INSEE